# ائروس
ائروس (انگلیسی: Aeros) شرکت هوافضای اوکراینی است، که در سال ۱۹۹۰ تأسیس شد.